# Ratpenat cuallarg de Java
El ratpenat cuallarg de Java (Otomops formosus) és una espècie de ratpenat de la família dels molòssids que es troba a Java.